# Troca de pé
 (décembre 2022).
Si vous disposez d'ouvrages ou d'articles de référence ou si vous connaissez des sites web de qualité traitant du thème abordé ici, merci de compléter l'article en donnant les références utiles à sa vérifiabilité et en les liant à la section « Notes et références ».
Le troca de pé ("changement de pied" en portugais) est le nom qu'on utilise en capoeira pour désigner le changement de position des jambes. Le troca de pé est utilisé pour feinter ou pour faciliter une attaque en adoptant la meilleure position par rapport à la jambe qu'on souhaite utiliser.

## Troca negativa
Quand on change de pied à partir de la negativa, on parle plus souvent de troca de negativa ("changement de défense"), ou plus simplement troca negativa.